# Hohe Kisten
Die Hohe Kisten ist ein 1922 m ü. NHN hoher Berg im Estergebirge in den Bayerischen Voralpen und liegt nördlich vom Krottenkopf – dem Hauptgipfel des Estergebirges.
Die Hohe Kisten ist ein Berg mit zwei Seiten, einer felsigen Nordseite, auf der der Gipfelaufbau einer großen Kiste ähnlich sieht, und einer zahmen Südseite, auf der sich der Gipfel kaum abzeichnet.
Der Gipfel ist als unschwierige Bergtour von Wallgau aus erreichbar. Der Anstieg von Eschenlohe im Loisachtal durch das Pustertal erfordert Ausdauer und Trittsicherheit. Ein weiterer Zugang ist der in Gratnähe verlaufende Weg von der Weilheimer Hütte (1946 m). Dadurch bietet es sich an, die Hohe Kisten als Überschreitung zu begehen: zum Beispiel als sehr lange Tagestour Eschenlohe–Hohe Kisten–Weilheimer Hütte–Oberau (unter Benutzung der Bahnstrecke München–Garmisch-Partenkirchen) oder als Teil einer längeren Tour durch das Estergebirge.
In den 1970er Jahren war geplant, eine Seilbahn von Eschenlohe auf den Gipfel der Hohen Kisten zu bauen. Das Projekt, das auch mehrere Skilifte vorsah, scheiterte am Widerstand des Bundes Naturschutz.